# Zoodes eburioides
Zoodes eburioides là một loài bọ cánh cứng trong họ Cerambycidae.